# 怒鮋
怒鮋，為輻鰭魚綱鮋形目鮋亞目鮋科的其中一種，為亞熱帶海水魚，分布於東南太平洋復活節島海域，體長可達38公分，棲息在大陸棚底層水域，生活習性不明。